# Pilea benguetensis
Pilea benguetensis är en nässelväxtart som beskrevs av Charles Budd Robinson. Pilea benguetensis ingår i släktet pileor, och familjen nässelväxter. Inga underarter finns listade i Catalogue of Life.